# Die Seer
Die Seer (sprich:„die Se-er“, auch die SEER geschrieben) sind eine österreichische Band. Sie wurde 1996 gegründet und kommt aus Grundlsee im steirischen Teil des Salzkammergutes. Das Markenzeichen der Seer sind ihre allesamt in österreichischer Mundart verfassten und gesungenen Lieder.

## Geschichte
Nach der Trennung der Popband Joy und einem kurzen Soloauftritt als Freddy Jay startete Alfred Jaklitsch ein Musikprojekt, welches Elemente der traditionellen Volksmusik und moderner Popmusik verband. 1995 legte er in Eigenproduktion 100 Maxi-CDs auf. 1996 wurde offiziell die Band Seer gegründet, das Debütalbum Über’n See folgte im selben Jahr.
Besonders in ihrem Heimatland sind die Seer seitdem erfolgreich. 2002 erschien das Album Junischnee, welches sich insgesamt 112 Wochen in den österreichischen Charts hielt und mittlerweile dreimal Platin für 90.000 in Österreich verkaufte Alben erhielt. 2003 wurde der Band für Junischnee der Amadeus Austrian Music Award in der Kategorie Gruppe Pop/Rock national verliehen, 2009 folgte der Amadeus Award in der Kategorie Schlager. Beim Amadeus Austrian Music Award 2016 wurden sie erneut in der Kategorie Schlager ausgezeichnet. Im März 2016 wurden sie mit dem Großen Josef-Krainer-Preis geehrt.
Im August 2023 kündigten sie ihre Abschiedstournee für 2024 an. Die Seer erhalten bei der Amadeus-Verleihung 2025 am 7. März 2025 den Lebenswerkpreis.

## Diskografie

### Alben
| Jahr | Titel                                                     | Höchstplatzierung, Gesamtwochen, AuszeichnungChartplatzierungen (Jahr, Titel, Platzierungen, Wochen, Auszeichnungen, Anmerkungen) | Höchstplatzierung, Gesamtwochen, AuszeichnungChartplatzierungen (Jahr, Titel, Platzierungen, Wochen, Auszeichnungen, Anmerkungen) | Anmerkungen                              |
| Jahr | Titel                                                     | DE | AT | Anmerkungen                              |
| ---- | --------------------------------------------------------- | --- | --- | ---------------------------------------- |
| 2001 | Guats G’fühl                                              | — | AT26 Gold · (16 Wo.)AT | Erstveröffentlichung: 21. Mai 2001       |
| 2002 | Das Beste (Wild’s Wasser)                                 | — | AT16 (31 Wo.)AT | Erstveröffentlichung: 22. Mai 2002       |
| 2002 | Junischnee                                                | — | AT2 ×3Dreifachplatin · (112 Wo.)AT                                                                                                | Erstveröffentlichung: 3. Juni 2002       |
| 2003 | Aufwind                                                   | — | AT1 Platin · (71 Wo.)AT | Erstveröffentlichung: 5. Mai 2003        |
| 2003 | Das Beste 2                                               | — | AT34 (7 Wo.)AT | Erstveröffentlichung: 15. September 2003 |
| 2004 | Über’n Berg                                               | — | AT1 Platin · (52 Wo.)AT | Erstveröffentlichung: 9. August 2004     |
| 2005 | Lebensbaum                                                | — | AT2 Platin · (18 Wo.)AT | Erstveröffentlichung: 23. September 2005 |
| 2006 | S’ Beste!                                                 | — | AT4 Platin · (98 Wo.)AT | Erstveröffentlichung: 7. April 2006      |
| 2007 | 1 Tag                                                     | — | AT1 Platin · (21 Wo.)AT | Erstveröffentlichung: 13. Juli 2007      |
| 2008 | Seer Live                                                 | — | AT3 Platin · (41 Wo.)AT | Erstveröffentlichung: 17. Oktober 2008   |
| 2009 | Hoffen, glauben, liab’n                                   | — | AT2 Platin · (34 Wo.)AT | Erstveröffentlichung: 3. Juli 2009       |
| 2010 | Wohlfühlgfühl                                             | DE78 (1 Wo.)DE | AT1 Platin · (18 Wo.)AT | Erstveröffentlichung: 2. Juli 2010       |
| 2012 | Grundlsee                                                 | — | AT1 Platin · (38 Wo.)AT | Erstveröffentlichung: 1. Juni 2012       |
| 2013 | Dahoam                                                    | DE76 (1 Wo.)DE | AT1 Platin · (33 Wo.)AT | Erstveröffentlichung: 28. Juni 2013      |
| 2014 | Echt seerisch                                             | — | AT1 Platin · (20 Wo.)AT | Erstveröffentlichung: 30. Mai 2014       |
| 2014 | Live! Jubiläums Open Air in Grundlsee – wie a wilds Wossa | DE94 (1 Wo.)DE | AT1 Gold · (17 Wo.)AT | Erstveröffentlichung: 29. August 2014    |
| 2015 | Fesch                                                     | — | AT1 Platin · (38 Wo.)AT | Erstveröffentlichung: 27. März 2015      |
| 2015 | Weihnacht                                                 | — | AT3 Platin · (33 Wo.)AT | Erstveröffentlichung: 13. November 2015  |
| 2016 | 20 Jahre – Nur das Beste!                                 | DE87 (1 Wo.)DE | AT1 Platin · (55 Wo.)AT | Erstveröffentlichung: 29. April 2016     |
| 2016 | Duette…bei uns dahoam!                                    | — | AT2 Platin · (19 Wo.)AT | Erstveröffentlichung: 4. November 2016   |
| 2017 | Des olls is Hoamat                                        | — | AT1 Gold · (11 Wo.)AT | Erstveröffentlichung: 27. Oktober 2017   |
| 2019 | Analog                                                    | — | AT1 Gold · (9 Wo.)AT | Erstveröffentlichung: 15. November 2019  |
| 2022 | Ring im See                                               | — | AT2 (12 Wo.)AT | Erstveröffentlichung: 27. Mai 2022       |
| 2022 | Stad                                                      | — | AT1 (5 Wo.)AT | Erstveröffentlichung: 18. November 2022  |
| 2023 | Ausklang                                                  | — | AT1 Gold · (28 Wo.)AT | Erstveröffentlichung: 17. November 2023  |
| 2024 | Stad Ausklang                                             | — | AT6 (… Wo.)AT | Erstveröffentlichung: 22. November 2024  |

Weitere Alben
- 1996: Über’n See (mit Bonustrack Hey, Schäfer)
- 1998: Auf + der Gams nach
- 1999: Baff!
- 2000: Gössl
- 2001: Gold (Doppel-CD Über’n See/Auf und der Gams nach)
- 2003: Gold Vol. 2 (Doppel-CD Baff!/Gössl)
- 2006: Seerisch – Ihre größten Stimmungshits
- 2006: Das Beste (CD-Box mit den Alben Das Beste/Das Beste 2/Das Beste 3)

### Videoalben
- 2005: Über’n Berg (AT: Platin)
- 2008: Live! – 10 Jahre Open Air Grundlsee (AT: Gold)
- 2014: Live! Jubiläums Open Air in Grundlsee – wie a wilds Wossa

### Singles
| Jahr | Titel                        | Höchstplatzierung, Gesamtwochen, AuszeichnungChartsChartplatzierungen (Jahr, Titel, Platzierungen, Wochen, Auszeichnungen, Anmerkungen) | Anmerkungen                 |
| Jahr | Titel                        | AT | Anmerkungen                 |
| ---- | ---------------------------- | --- | --------------------------- |
| 2002 | Eiskristall –                | AT22 (11 Wo.)AT |                             |
| 2003 | Es braucht 2 Aufwind         | AT13 (13 Wo.)AT |                             |
| 2005 | Sun, Wind + Regen Lebensbaum | AT3 (10 Wo.)AT |                             |
| 2013 | Hoamatgfühl s’ Beste!        | AT37 Gold · (5 Wo.)AT |                             |
| 2014 | Wild’s Wåsser Baff!          | AT40 (2 Wo.)AT | bereits 1999 veröffentlicht |

Weitere Singles
- 1995: Jodlertrance
- 1997: Fix auf da Alm
- 1997: Iß mit mir
- 1997: Hey! Schäfer
- 1998: Kirtog
- 1999: A Wetta is immer und überall
- 1999: Wild’s Wasser
- 2000: Koane 10 Rösser
- 2000: Sumaregn
- 2000: Schene Weihnacht
- 2001: Amerika gibt’s nit
- 2001: 2 1⁄2 Sekunden
- 2005: Eiskristall (2005-Version)